# Árvi (Héraklion)
Árvi, en grec moderne : Άρβη, est un village côtier du dème de Viánnos, en Crète, en Grèce. Selon le recensement de 2011, la population d'Árvi compte 362 habitants. Le village est situé à une altitude de 10 m et à une distance de 78,5 km de Héraklion.
La cité antique d'Aria (en) est probablement située à proximité de la localité moderne d'Árvi,.